# اتفاقية بازل
اتفاقية بازل بشأن التحكم في نقل النفايات الخطرة عبر الحدود والتخلص منها، وعادة ما يعرف اختصارا باسم اتفاقية بازل، هي معاهدة دولية التي تم تصميمها للحد من تحركات النفايات الخطرة بين الدول، وعلى وجه التحديد لمنع نقل النفايات الخطرة من البلدان المتقدمة إلى البلدان الأقل نموا.ومعالجة حركة النفايات المشعة. وتهدف الاتفاقية أيضا لتقليل كمية وسمية النفايات المتولدة، لضمان الإدارة السليمة بيئيا قدر الإمكان، ومساعدة أقل البلدان نموا في الإدارة السليمة بيئيا للنفايات الخطرة والنفايات الأخرى التي تولدها.

## التاريخ

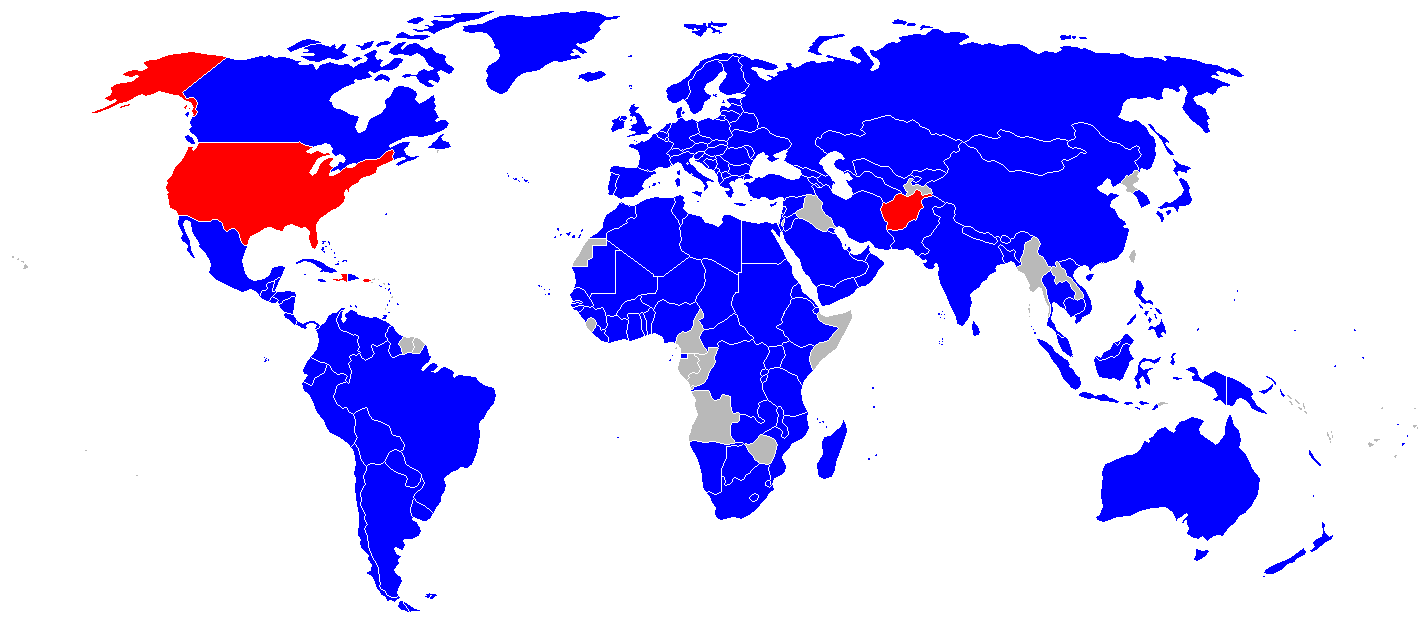
الدول التي صدقت بالأزرق والتي لم تصدق باللون الأحمر

مع تشديد القوانين البيئية في الدول المتقدمة في السبعينات، ارتفعت تكاليف التخلص من النفايات الخطرة بصورة كبيرة. في الوقت نفسه، زادت العولمة من عمليات الشحن العابرة للحدود والتي جعلت حركة النفايات أكثر يسرا، والعديد من البلدان الأقل نمواً كانت بحاجة للحصول على العملة الأجنبية. ونتيجة لذلك، ازداد الاتجار بالنفايات الخطرة، ولا سيما في أقل البلدان نمواً.
واحدة من الحوادث التي أدت إلى إنشاء اتفاقية «بازل» هي حادثة التخلص من النفايات في البحر، كانت إحدى السفن الأمريكية تحمل رماد محرقة من مدينة فيلادلفيا في الولايات المتحدة وقامت بإغراق نصف حمولتها على شاطئ في هايتي.
وفي عام 1988، قامت 5 سفن من إيطالية بإفراغ 8000 برميل من النفايات الخطرة على شاطئ إحدى القري الصغيرة في نيجيريا.

## الاتفاقية
تم التصديق على هذه الاتفاقية في 22 مارس عام 1989 كرد فعل للإنتاج العالمي السنوي لمئات الملايين من أطنان النفايات الخطرة على صحة الإنسان والبيئة والحاجة الماسة للتدابير الدولية اللازمة للتعامل مع نقل هذه النفايات عبر الحدود ولضمان إدارتها والتخلص منها بطريقة سليمة بيئياً. أما مبادئ تنفيذ الاتفاقية فتشمل: يجب تقليل كمية النفايات الخطر المتولدة ويجب معاملتها والتخلص منها في نفس مكان تولدها بقدر الإمكان والتقليل من عمليات نقل النفايات الخطرة عبر الحدود إلى درجة تتناسب مع إدارتها بطريقة سليمة بيئيا. وكذلك يجب تقديم المساعدة للدول النامية والدول ذات الاقتصاد المتغير.
وطبقا لهذه الاتفاقية يمكن للأطراف منع استيراد النفايات الخطرة وغيرها إلا بعد اطلاع الأطراف الأخرى على هذا القرار ولا يمكن لهم أن يسمحوا بتصدير النفايات الخطرة إلى نفس الأطراف التي حظرت استيرادها. ويجب على الأطراف أن يقوموا بمنع تصدير النفايات السامة وغيرها إذا لم يبد الطرف المستورد موافقته كتابياً على هذا الاستيراد، ومنع نقل النفايات الخطرة وغيرها أو التخلص منها بطريقة غير رسمية وأن يقوموا بإبلاغ الدولة الطرف المجاورة عن الخطر على الصحة أو البيئة الذي قد تتعرض له المنطقة نتيجة لأيه حادثة خلال عمليات نقل النفايات الخطرة وغيرها أو التخلص منها. وفي سبتمبر عام 1995 وافقت الدول الأطراف على تعديل يمنع تصدير النفايات الخطرة من الدول المتقدمة إلى الدول النامية للتخلص منها نهائيا أو لإعادة تدويرها. ولم يتم إلى الآن وضع هذا الشرط في حيز النفاذ.
وفى ديسمبر عام 1999 تم التصديق على بروتوكول بازل الخاص بإمكانية التعويض عن الخسائر الناتجة عن نقل النفايات الخطرة عبر الحدود والتخلص منها. وهذا البروتوكول يتناول الخسائر التي قد تنتج خلال عمليات نقل النفايات الخطرة وغيرها عبر الحدود ويشمل ذلك الاتجار غير المشروع وطرق التخلص منها. ويشمل البروتوكول نظام مسئولية صارم على من يقوم بالإبلاغ وضرورة عمل إجراءات للوقاية وحق الاستنجاد بشخص ملزم قانونيا ووضع حدود مادية وزمنية للمسئولية مع ضمانات تأمينية ومادية أخرى وآليات مادية لتعويض الخسائر. ولم يتم وضع هذه النقاط في حيز النفاذ بعد.
ومن الجدير بالذكر أنه تم تطوير بعض الاتفاقيات الإقليمية والجار إقليمية لها نفس الطبيعة لإكمال اتفاقية بازل. وهذه تشمل اتفاقية باماكو الخاصة بمنع الاستيراد في أفريقيا والتحكم في عمليات نقل النفايات الخطر عبر الحدود وإدارتها.